# Neoleptastacus ishikarianus
Neoleptastacus ishikarianus is een eenoogkreeftjessoort uit de familie van de Arenopontiidae. De wetenschappelijke naam van de soort is voor het eerst geldig gepubliceerd in 1968 door Itô.